# Enrico Paresce
Enrico Paresce (Messina, 27 settembre 1895 – 8 marzo 1987) è stato un politico italiano.

## Biografia
È stato professore di filosofia del diritto all'Università di Messina.
Durante il Regno d'Italia è stato per tre volte sottosegretario di stato: al Lavoro nel Governo Bonomi III, alle Finanze nel Governo Parri e alla Pubblica Istruzione nel Governo De Gasperi I.

## Opere
- La genesi ideale del diritto (1947, 2ª edizione)
- La problematica storica della filosofia del diritto (1952)
- Storia della filosofia del diritto nell'antica Grecia (1959)
- Questa Calabria (1982)
- La giustizia nei presocratici (1986)